# 沙鼠
沙鼠（学名：Gerbillinae）是一個包含約110個物種的亞科，生存於非洲、印度以及其他亞洲地區，並且適應了乾旱的棲息地。大多數沙鼠在白天活動，但某些沙鼠，包括常見的寵物沙鼠品種，習慣在夜間活動。沙鼠幾乎都是雜食性的。進化學研究表明，沙鼠與小鼠、大鼠存在親緣關係並一同歸於鼠科。
長爪沙鼠（Meriones unguiculatus）是蒙古的常見物種，在蒙古、中國、俄羅斯均有分佈。長爪沙鼠性格溫和且容易飼養，在歐美國家是一種較為流行的家庭寵物。它在19世紀首次被帶到巴黎；1954年由Victor Schwentker博士以科研的名義自日本引進至美國。目前，新西蘭和美國加利福尼亞州禁止飼養長爪沙鼠。

## 分類
以下分類群在中文裡皆可能被稱為「沙鼠」。
- 小沙鼠屬 Gerbillus
- Gerbilliscus
- 索馬利亞侏儒沙鼠（單種屬）Microdillus
- 沙鼠屬 Meriones
- 大沙鼠（單種屬）Rhombomys
- 肥沙鼠屬 Psammomys
- 蓬尾沙鼠（單種屬） Sekeetamys
- 普氏沙鼠（單種屬） Brachiones
- 兜沙鼠（單種屬） Desmodilliscus
- 肥尾沙鼠（單種屬） Pachyuromys
- 大裸蹠沙鼠屬（單種屬） Tatera
- 小裸蹠沙鼠屬 Taterillus
- 短耳沙鼠（單種屬） Desmodillus
- 南非小沙鼠屬 Gerbillurus
- 鱗掌沙鼠屬（單種屬） Ammodillus

## 外部連結
- Subfamily Gerbillinae （页面存档备份，存于）